# جون ر. بارنز
جون ر. بارنز (بالإنجليزية: John R. Barnes)‏ هو سياسي أمريكي، ولد في 28 يوليو 1833، وتوفي في 21 يناير 1919. حزبياً، نشط في الحزب الجمهوري.